# Haverholme Priory

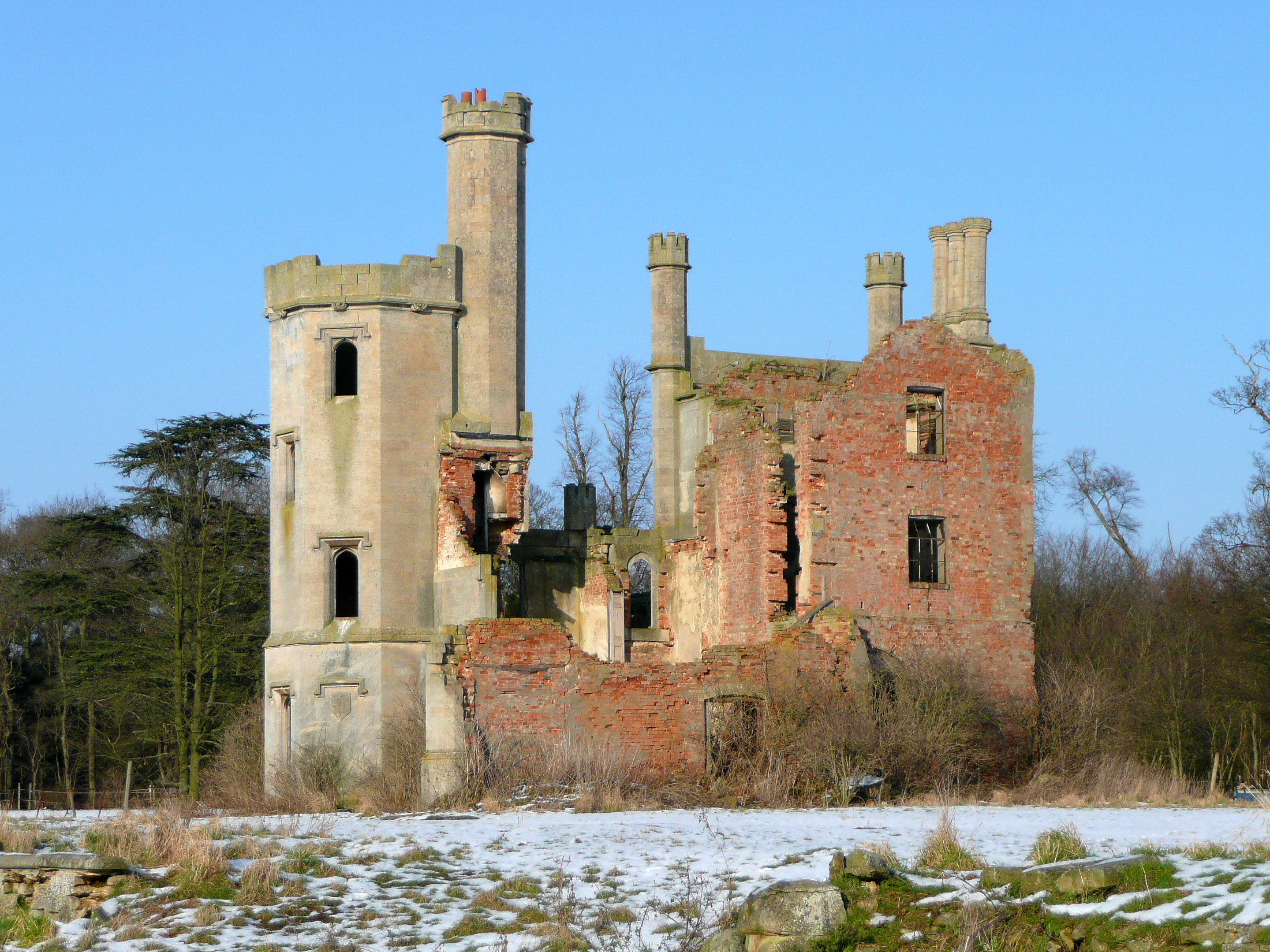
Ruinen der Haverholme Priory

Haverholme Priory ist eine Klosterruine in Lincolnshire, England, 6 km nordöstlich von Sleaford und etwa 1 km südwestlich des Dorfes Anwick.

## Gründung
Im Jahr 1137 gab Alexander, der Bischof von Lincoln, die Stätte der Haverholme Priory den Zisterziensern aus Fountains Abbey. Nach zwei Jahren Bauzeit wiesen die Mönche das Grundstück zurück und gründeten stattdessen Park Abbey. Haverholme wurde Gilbert von Sempringham und dessen Gilbertinern gegeben, die Nonnen und Mönche aus Sempringham in das neue Kloster entsandten, das ein Doppelkloster werden sollte.

## Gilbertiner

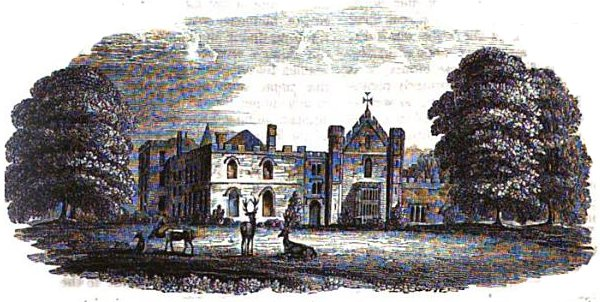
Haverholme Priory in einer 1826 in The Gentleman’s Magazine erschienenen Zeichnung

Die Gilbertiner waren wie zuvor die Zisterzienser verpflichtet, die benachbarten Fenne zu entwässern und am River Slea bei Ewerby Waith eine Personenfähre nach Sleaford zu unterhalten. Der Orden wurde 1316 vorgeladen, weil die Fähre nicht ordentlich unterhalten war. 1360 wurden die Mönche erneut herbeizitiert, weil Alice Everingham, Tochter des John de Everingham, die den Schleier hätte nehmen sollen, aus dem Kloster floh, gejagt und wieder eingefangen wurde. Sie beschwerte sich beim damaligen Bischof, dass sie das Gelübde niemals geleistet habe und gegen ihren Willen festgehalten werde. Der Bischof ordnete ihre Freilassung an.
Gerüchten zufolge habe sich Thomas Becket 1164 in Haverholme versteckt, als er mit dem König im Streit lag.

## Auflösung und weitere Geschichte
Heinrich VIII. löste das Kloster 1538 auf; es hatte in den folgenden zweieinhalb Jahrhunderten mehrere weitere Besitzer. Schließlich erbte es die Finch-Hatton-Familie. George Finch-Hatton, 10. Earl of Winchilsea und 5. Earl of Nottingham baute es 1830 wieder auf. Es diente der Familie fast ein Jahrhundert als Wohnhaus, doch zu Beginn des 20. Jahrhunderts stand es zum Verkauf. Haverholme wurde 1926 an eine Amerikanerin verkauft, die den größten Teil Stein für Stein mit der Absicht abbauen ließ, es in den Vereinigten Staaten wieder aufzubauen. Die Fracht wurde jedoch nie verschifft, weil die Käuferin bei einem Zugunglück getötet wurde. Die Steine, die sich bereits in Liverpool befanden, wurden beim Neubau eines Docks verwendet.
Die erhaltenen Ruinen sind die Reste eines neugotischen Baus, der um 1835 von H.E. Kendall gebaut wurde und selbst ein Wiederaufbau eines früheren Hauses aus der Zeit um 1780 war; sie sind ein Listed Building im Grade II und als Ancient Monument ausgewiesen.

## Belege
1. ↑  Haverholme Priory (351056). In: Research records (formerly PastScape). English Heritage, abgerufen am 12. November 2014 (englisch).
2. 1 2 3  William Page: A History of the County of Lincoln. Hrsg.: British History Online. Band 2: Houses of the Gilbertine order. The priory of Haverholme. Dawson, London 1988, ISBN 0-7129-1045-X, S. 187–188 (british-history.ac.uk – Erstausgabe:  London  1906, Nachdruck).
3. ↑  The Estate Market: Haverholme Priory: Sporting Property. In: The Times. 19. August 1921, S. 15.
4. ↑  Haverholme Priory. In: The Times. 31. August 1921, S. 18.
5. ↑  Denys Finch Hatton’s Boyhood Home, karenblixen.com.
6. ↑  Haverholme Priory GII listing [1360563]. In: National Heritage List for England. Historic England, abgerufen am 29. Juni 2016 (englisch).
7. ↑  Haverholme Priory scheduling [1004984]. In: National Heritage List for England. Historic England, abgerufen am 29. Juni 2016 (englisch).

Koordinaten: 53° 1′ 50,9″ N, 0° 20′ 57,5″ W